# 日曜美術館
『日曜美術館』（にちようびじゅつかん）は、NHK教育→NHK Eテレにおいて1976年4月11日に放送を開始した美術関連の教養番組である。NHKワールド・プレミアムでも放送されるほか、2018年12月6日からはNHK BS4Kでも放送がスタートした。愛称は日美（にちび）という。

## 概要
元々は1965年1月1日に特集番組として放送され、同年5月より約1年間、総合テレビの日曜朝8時台で放送された30分のインタビュー番組『（旧）日曜美術館』が母体である。1997年4月6日に『新日曜美術館』（しんにちようびじゅつかん）と改題したが、2009年4月5日に本タイトルへと戻った。
番組は毎回ゲストを迎え、国内外の様々な美術を紹介する。ゲスト個人の観点から、芸術家や作品を紹介するなど独特な切り口が番組の魅力である。以前はスタジオからの放送が基本であったが時折展覧会会場等からのロケーション形式とすることもあり、2024年度の坂本・守本コンビになってからロケーション形式に統一された。
番組最後の15分間では「アートシーン」と題し、美術界の動向や全国各地の展覧会の情報などを紹介する。2013年度からの「アートシーン」は、本編の出演者が登場せず、ナレーションのみで構成される回が多くなった（その一方で、稀に本編の出演者によるオールロケの特別篇となる場合がある）。
なお、デジタル放送のEPGとGガイドでは本篇と「アートシーン」は別番組扱いである（ADAMS-EPGでは1つの番組とする）。また、NHKワールド・プレミアムとNHK BS4Kでは「アートシーン」は放送されない。
2021年4月11日は、『生中継! "鳥獣戯画展"スペシャル内覧会』として、東京国立博物館（東京都台東区上野）から生中継を行った。

## 放送時間
時間はJST。
NHK Eテレ
- 日曜 9:00 -
- 再放送は翌週の日曜 20:00 -

NHKワールド・プレミアム
- 日曜 5:10 - 5:55 （「アートシーン」のコーナーは放送なし）

NHK BS4K
- 木曜 19:00 - 19:45 （「アートシーン」のコーナーは放送なし）

## 出演者
- 坂本美雨（2024年度 - ）
- 守本奈実（2024年度 - ）

## 放送タイトル

### 2020年度
- 2020年4月5日「見つけよう!あなただけのオルセー美術館」
- 2020年4月12日「法隆寺の至宝〜金堂壁画をよみがえらせた人々〜」
- 2020年4月19日「疫病をこえて 人は何を描いてきたか」
- 2020年4月26日「オラファー・エリアソン ひとりが気づく、世界が変わる」
- 2020年5月3日「世界で一番美しい本 ベリー侯のいとも豪華なる時祷(とう)書」
- 2020年5月10日「萩焼 三輪休雪の世界」
- 2020年5月17日「ルーブル美術館 (1)すべてはレオナルド・ダ・ヴィンチから始まった」
- 2020年5月24日「ルーブル美術館 (2)永遠の美を求めて」
- 2020年5月31日「#アートシェア 今こそ、見て欲しいこの一作」
- 2020年6月7日「蔵出し！日本絵画傑作15選　一の巻」
- 2020年6月14日「蔵出し!日本絵画傑作15選　二の巻」
- 2020年6月21日「蔵出し!日本絵画傑作15選 三の巻」
- 2020年6月28日「ようこそ! 私たちの美術館」
- 2020年7月5日「蔵出し!西洋絵画の傑作15選 Ⅰ」
- 2020年7月12日「蔵出し!西洋絵画の傑作15選 Ⅱ」
- 2020年7月19日「蔵出し!西洋絵画傑作15選 Ⅲ」
- 2020年7月26日「自然児、棟方志功〜師・柳宗悦との交流〜」
- 2020年8月9日「無言館の扉 語り続ける戦没画学生」
- 2020年8月23日「カラフル! 多様性をめぐる冒険」
- 2020年8月30日「光の破片をつかまえる-ヨコハマトリエンナーレ2020-」
- 2020年9月6日「“楽園”を求めて～モネとマティス　知られざる横顔～」
- 2020年9月13日「日本の原風景～広重の「木曽海道六十九次」～」
- 2020年9月20日「見つめ直す日本の美～第67回　日本伝統工芸展～」
- 2020年9月27日「ＳＴＡＲＳ　それぞれのデビューから現在」
- 2020年10月4日「田島征三 いのちのグリグリを描く」
- 2020年10月11日「そばにいつも絵があった　妻が語る画家・神田日勝」
- 2020年10月18日「Walk on the Wild Side! 〜北海道・謎の美術館 “シゲチャンランド”〜」
- 2020年10月25日「至宝からひもとく天平の祈り～第72回　正倉院展～」
- 2020年11月8日「マグマを宿した彫刻家　辻晉堂」
- 2020年11月22日「アニマルアイズ～写真家・宮崎学～」
- 2020年11月29日「アイヌ文様の秘密　カムイの里を行く」
- 2020年12月6日「いつもそこに“名画”があった」
- 2020年12月20日「至高の工芸をあなたに～金沢　国立工芸館～」
- 2021年1月3日「日曜美術館新春スペシャル 　#アートシェア2021」
- 2021年1月10日「李　禹煥（リ・ウファン）　わたしと雪舟」
- 2021年1月17日「コルシカのサムライ　ＮＩＰＰＯＮを描く　画家・松井守男」
- 2021年1月24日「雄々しき日本画～横山操、伝統への挑戦～」
- 2021年2月14日「画家・安野光雅 雲中一雁の旅」
- 2021年2月21日「クラスター２０２０～ＮＹ　美術家　松山智一の戦い～」
- 2021年3月7日「震災10年 アーティストたちの想像力」

### 2021年度
- 2021年4月4日放送「ライゾマティクス まだ見ぬ世界へ」
- 2021年4月11日放送「生中継!“鳥獣戯画展”スペシャル内覧会」
- 2021年4月18日放送「見つけた!デザインの宝物」
- 2021年4月25日放送「美人画の神髄～歌麿の技の錦絵～」
- 2021年5月2日放送「私は世界でもっとも傲慢な男 ―フランス・写実主義の父 クールベ」
- 2021年5月9日放送「孤高の花鳥画家 渡辺省亭」
- 2021年5月23日放送「フランシス・ベーコンの秘密 バリー・ジュール・コレクション」
- 2021年5月30日放送「太子の夢 法隆寺の至宝」
- 2021年6月6日放送「壁を越える〜パレスチナ・ガザの画家と上條陽子の挑戦〜」
- 2021年6月13日放送「七転八虎不二〜変容する画家 タイガー立石〜」
- 2021年6月20日放送「丸木位里・俊『沖縄戦の図』 戦争を描いてここまで来た・佐喜眞美術館」
- 2021年6月27日放送「三島喜美代 命がけで遊ぶ」
- 2021年7月4日放送「靉光(あいみつ)の眼」
- 2021年7月11日放送「わたしとイサム・ノグチ サカナクション 山口一郎」
- 2021年7月18日放送「ホリ・ヒロシ 人形風姿火伝」

## 番組のブログ
「番組とあわせて楽しむ美の情報」のコラムや、「アートシーン」で紹介した展覧会情報を収録。毎週更新。
- 2021年4月4日更新「メディアアートのあゆみ」
- 2021年4月11日更新「デザインの宝物を探す旅」
- 2021年5月2日更新「19世紀の画家たちが描いたノルマンディーの海」
- 2021年5月23日更新「バリー・ジュール氏が語るフランシス・ベーコン」
- 2021年5月30日更新「1400年の時を超えて続く太子信仰」
- 2021年6月13日更新「タイガー立石のミラクルワールドのもと」
- 2021年6月24日更新「「アナザーエナジー展」女性たちから知る社会の現在地」
- 2021年7月11日更新「日本各地に残るイサム・ノグチの作品たち」

## 過去の出演者
| 年度                              | 年度      | 司会者          | 司会者     | 備考                                 |
| 年度                              | 年度      | NHKアナウンサー | キャスター | 備考                                 |
| --------------------------------- | --------- | --------------- | ---------- | ------------------------------------ |
| 1976.4.6                          | 1979.4.1  | 河路勝          | 太田治子   |                                      |
| 1979.4.8                          | 1982.3.14 | 西橋正泰        | 藤堂かほる |                                      |
| 1982.4.11                         | 1984.3.25 | 和田篤          | 堀尾真紀子 |                                      |
| 1984.4.8                          | 1987.3.22 | 国井雅比古      | 浜美枝     |                                      |
| 1987.4.12                         | 1988.3.20 | 国井雅比古      | 横山正美   |                                      |
| 1988.4.10                         | 1990.3.18 | 加賀美幸子      | -          | この期間は加賀美が単独で司会を担当。 |
| 1990.4.8                          | 1993.3.21 | 斎藤季夫        | 俵万智     |                                      |
| 1993.4.11                         | 1995.3.19 | 斎藤季夫        | 真野響子   |                                      |
| 1995.4.9                          | 1997.3.30 | 桜井洋子        | 大岡玲     |                                      |
| 1997.4.6                          | 1998.3.29 | 石澤典夫        | 西村由紀江 |                                      |
| 1998.4.12                         | 1999.3.28 | 石澤典夫        | 森口瑤子   |                                      |
| 1999.4.11                         | 2000.3.12 | 石澤典夫        | 緒川たまき |                                      |
| 2000.4.9                          | 2001.3.25 | 石澤典夫        | 織作峰子   |                                      |
| 2001.4.8                          | 2002.3.31 | 石澤典夫        | 中村幸代   |                                      |
| 2002.4.                           | 2003.3    | 石澤典夫        | はな       |                                      |
| 2003.4                            | 2006.3    | 山根基世        | はな       |                                      |
| 2006.4                            | 2007.3    | 野村正育        | 檀ふみ     |                                      |
| 2007.4                            | 2009.3    | 黒沢保裕        | 檀ふみ     |                                      |
| 2009.4                            | 2011.3    | 中條誠子        | 姜尚中     |                                      |
| 2011.4                            | 2013.3    | 森田美由紀      | 千住明     |                                      |
| 2013.4                            | 2017.3    | 伊東敏恵        | 井浦新     |                                      |
| 2017.4                            | 2018.3    | 髙橋美鈴        | 井浦新     |                                      |
| 2018.4                            | 2019.3    | 髙橋美鈴        | 小野正嗣   |                                      |
| 2019.4.7                          | 2024.3    | 柴田祐規子      | 小野正嗣   |                                      |
| 2024.4                            | 現在      | 守本奈実        | 坂本美雨   |                                      |
| ※表中の「現在」は2025年度を示す。 |           |                 |            |                                      |